# Bački Breg
Bački Breg (serbocroata cirílico: Бачки Брег; húngaro: Béreg; croata desde 2009 y alemán: Bereg) es un pueblo de Serbia, constituido administrativamente como una pedanía de la ciudad de Sombor en el distrito de Bačka del Oeste de la provincia autónoma de Voivodina.
En 2011 tenía 1140 habitantes. Más de la mitad de la población local está formada por un subgrupo étnico de los croatas conocido como "Šokci".
Se conoce la existencia del pueblo desde 1319, cuando se menciona en documentos del reino de Hungría como una propiedad de Imre Becsei. El asentamiento medieval fue abandonado tras la invasión otomana y fue repoblado en 1620 por croatas procedentes de Klis, a los que se sumaron en el siglo XVIII algunos alemanes y magiares. En 1967 se abrió aquí un puesto fronterizo.
Se ubica en la esquina noroccidental de Serbia, junto al trifinio con Croacia y Hungría, a medio camino entre Sombor y Baja por la carretera 15. Al otro lado de la frontera con Hungría se ubica el pueblo de Hercegszántó.